# Oxyagrion tennesseni
Oxyagrion tennesseni – gatunek ważki z rodziny łątkowatych (Coenagrionidae).